# Тріпп (округ, Південна Дакота)
Шаблон:StateAbbr_ 43°20′ пн. ш. 99°53′ зх. д. / 43.34° пн. ш. 99.88° зх. д.
Округ  Тріпп (англ. Tripp County) — округ (графство) у штаті  Південна Дакота, США. Ідентифікатор округу 46123.

## Історія
Округ утворений 1873 року.

## Демографія
За даними перепису 2000 року загальне населення округу становило 6430 осіб, зокрема міського населення було 3156, а сільського — 3274. Серед мешканців округу чоловіків було 3173, а жінок — 3257. В окрузі було 2550 домогосподарств, 1720 родин, які мешкали в 3036 будинках. Середній розмір родини становив 3,08.
Віковий розподіл населення поданий у таблиці:
| Стать    | До 15 років | 15-21 | 22-29 | 30-39 | 40-49 | 50-65 | 65-85 | Понад 85 |
| -------- | ----------- | ----- | ----- | ----- | ----- | ----- | ----- | -------- |
| Чоловіки | 737         | 313   | 234   | 393   | 488   | 472   | 480   | 56       |
| Жінки    | 702         | 287   | 207   | 400   | 415   | 517   | 601   | 128      |

## Суміжні округи
- Лайман — північ
- Ґреґорі — схід
- Кі-Пего, Небраска — південь
- Черрі, Небраска — південний захід
- Тодд — захід
- Меллетт — північний захід

## Виноски
1. ↑  US Decennial Census. United States Census Bureau. Архів оригіналу за 12 травня 2015. Процитовано 28 березня 2015.
2. ↑  Historical Census Browser. University of Virginia Library. Архів оригіналу за 11 серпня 2012. Процитовано 28 березня 2015.
3. ↑  Forstall, Richard L., ред. (27 березня 1995). Population of Counties by Decennial Census: 1900 to 1990. US Census Bureau. Архів оригіналу за 28 грудня 2008. Процитовано 28 березня 2015.
4. ↑  Census 2000 PHC-T-4. Ranking Tables for Counties: 1990 and 2000 (PDF). US Census Bureau. 2 квітня 2001. Архів оригіналу (PDF) за 18 грудня 2014. Процитовано 28 березня 2015.
5. ↑  State & County QuickFacts. Бюро перепису населення США. Архів оригіналу за 21 липня 2011. Процитовано 28 листопада 2013. [Архівовано 2011-06-07 у Wayback Machine.](англ.) Наведено за англійською вікіпедією.
6. ↑  American FactFinder. Бюро перепису населення США. Архів оригіналу за 26 лютого 2012. Процитовано 31 січня 2008. [Архівовано 2008-05-21 у Wayback Machine.]

| США | Це незавершена стаття з географії США. Ви можете допомогти проєкту, виправивши або дописавши її. |